# Nový Kostel
Nový Kostel (in tedesco Neukirchen) è un comune della Repubblica Ceca facente parte del distretto di Cheb, nella regione di Karlovy Vary.

## Geografia fisica
I comuni limitrofi sono Dolní Luby e Křižovatka ad ovest, Oldřišská, Svažec, Božetín, Opatov, Černá e Luby a nord, Čižebná, Kopanina e Leopoldovy Hamry ad est e Lesná, Hrzín, Mlýnek, Bor, Nová Ves, Horka, Mostek e Děvín a sud.
Il paese si trova in fondo ad una grande vallata. La stazione di Nový Kostel si trova 2 km ad ovest.

## Storia
Nel XIII secolo questa area fu colonizzata dai proprietari del monastero Waldsassen. Nel 1348 il monastero fu costretto a vendere i villaggi a causa di un indebitamento della popolazione. Di qui si susseguirono vari proprietari, tra i quali Fassattengrün, Ullersgrün, Frauenreuth, Ehmet, Kronndorf, Wallhof, Berg, Hörsin, Zweifelsreuth, Mühlgrün, Brenndorf, Dreigrün e Wallhof. Il nome "Nový Kostel" (che in italiano significa chiesa nuova) fu coniato nel XVII secolo.
Nel 1842 il paese fu colpito da una grande carestia a causa di una prolungata siccità. Nel 1850, inoltre, molte persone morirono a causa di una febbre tifoide.

### Storia religiosa
Al tempo della riforma, quasi tutta la popolazione era di religione luterana. Nel 1613 fu costruita una chiesa nella comunità locale, voluta dal parroco di Chlum Svaté Maří. Tuttavia, tale chiesa rientrava nella parrocchia di Chlum. Solo su richiesta del proprietario del 1657 fu fondata la parrocchia locale. Nel 1776 la chiesa fu ampliata e la parrocchia comprendeva anche dei villaggi vicini. La chiesa della Santa Croce non fu risparmiata dalla calamità naturale nel 1845, quando un fulmine diede fuoco al suo campanile. Il fuoco bruciò l'organo e le campane vennero fuse. La chiesa fu restaurata e nel 1884.

## Economia
La popolazione del villaggio vive principalmente di agricoltura, tessitura ed industria artigianale. I loro prodotti finiscono nel mercato di Krásná oppure vengono esportati. Il boom economico della città si ebbe nel 1945. A quel tempo vi erano dieci pub, un bar, un negozio di dolciumi, tre panetterie, tre macellai, due negozi di barbiere, due fabbri, tre negozi di vestiti misura, due negozi di scarpe, cinque alimentari, un negozio di verdure etc.

## Monumenti
- Chiesa dell'Elevazione della Santa Croce
- Una statua di San Giovanni Nepomuceno
- Colonna con statua della Vergine Maria

## Statistiche
- Popolazione: 543
- Tasso di disoccupazione: 7.14%
- E-mail:
- Scuola: elementare (dalla 1ª alla 5ª classe)
- Kindergarten
- Attrezzature mediche:
- Polizia:
- Fognatura: mediocre
- Approvvigionamento idrico:
- Gassificazione:

## Geografia antropica

### Frazioni
- Nový Kostel
- Božetín (Fassattengrün)
- Čižebná (Zweifelsreuth)
- Horka (Berg)
- Hrzín (Hörsin)
- Kopanina (Frauenreuth)
- Mlýnek (Mühlgrün)
- Spálená (Brenndorf)